# Mercedes-Benz F600 Hygenius
Mercedes-Benz F600 HYGenius — концепт-кар с экологически чистым двигателем, представленный компанией Mercedes-Benz в 2005 году на автосалоне в Токио.

## История
Автомобиль F600 Hygenius был представлен в 2005 году на автосалоне в Токио. Он продолжает F-серию экспериментальных автомобилей компании.
Целями разработки данного концепт-кара являлись исследования в области экологически чистых двигателей для семейных автомобилей, особое устройство интерьера, новые подходы в управлении и развитие системы PRE-SAFE®.
Результаты модификации гибридного двигателя, полученные в рамках научно-исследовательской работы, впоследствии легли в основу B-класса 2009 года.

## Описание
Несмотря на компактную длину в 4,35 метра пространство внутри F600 Hygenius превосходит размеры классических автомобилей люкс класса. Расстояние между передними и задними сиденьями равно 95 см (существенно больше, чем у седана S-класса в стандартном кузове) и может быть увеличено ещё на 40 сантиметров, если отодвинуть задние сиденья.
Согласно задумке разработчиков, F600 Hygenius является отличным семейным автомобилем. Его сиденья специально были разработаны для взрослых пассажиров и детей. Они достаточно громоздки благодаря специальной конструкции: электроприводам регулировки. Благодаря новой концепции сидения могут быть повёрнуты на необходимый угол. Так переднее кресло может быть повёрнуто к одному из пассажиров сзади, например, чтобы было удобнее присматривать за ребёнком, надежно зафиксированным в детском кресле (все сиденья, кроме водительского, оснащены креплениями Isofix). Водительское сидение разработано таким образом, что его размеры, ширина и положение могут быть настроены индивидуально. Кроме того спинка самостоятельно отслеживает движения верхней части тела человека и перестраивает сидение, тем самым уменьшая нагрузку на межпозвоночные диски.
Двойная крышка багажника также имеет особую конструкцию. С одной стороны, они вполне традиционные, распашные, без какой-либо сложной кинематики и электроприводов, но с другой — они открываются наклонно и, будучи распахнутыми, имеют существенно меньший вылет, чем обычные такой же ширины. Умная электроника не позволяет открывать багажник в том случае, если телекамера заметит какое либо препятствие. Открытие его можно производить при помощи специальной кнопки. Задний бампер смещается вниз и вытаскивает пол багажника, что облегчает загрузку багажа и создаёт дополнительное место для организации пикника, например.
Передние двери F600 Hygenius слегка поворачиваются вверх, тем самым уменьшая пространство, которое они занимают. Это даёт преимущество использования подобного автомобиля на узких улицах и парковках. «Дутые» колёсные арки прикрывают специально разработанные колёса с шинами размерностью 215/45 R20.

### Интерьер
В интерьере автомобиля присутствует приятное глазу натуральное дерево и ярко-жёлтые вставки на полу и сиденьях. Разработкой внутренней отделки концепт-кара занимались итальянские дизайнеры из студии Como.
Панели подлокотников являются сдвигающимися: на дверях под ними прячутся пульты регулировки сидений, в центре — подстаканники, наделенные способностью подогревать или охлаждать напитки. Система COMMAND оснащена джойстиком управления (как и в S-классе), распознающий по проводимости кожи, кто им пользуется: водитель или пассажир.

### Гибридный двигатель
На концепт-каре установлен гибридный электрический двигатель на топливных элементах (водород), который обеспечивает суммарную мощность в 85 кВт или 115 л. с. (60 кВт благодаря водородному топливу и 25 кВт электричеством) и максимальный крутящий момент в 350 Н·м (схожие характеристики присущи 3.5-литровому шестицилиндровому мотору S-класса мощностью 272 л. с.). Инженеры компании значительно модернизировали подход к гибридному двигателю F600 Hygenius, уменьшив его размеры на 40 %, при этом повысив эффективность работы. Автомобиль оборудован литий-ионным аккумулятором, вступающим в работу при интенсивных разгонах. Средний эквивалентный расход дизельного топлива составляет 2,9 литра на 100 километров (81 миль на одном галлоне). На одной заправке водородом запас хода составляет 400 км.
Принцип действия силовой установки F600 основан на каталитической реакции между кислородом и водородом, в результате которой образуется вода (пар) и выделяется электричество, — это происходит в топливных элементах (или ячейках). Идея не новая, однако значительно продвинутая и расширенная инженерами компании Mercedes-Benz.
Применив технологию увлажнения поступающего воздуха, инженеры добились работоспособности концепт-кара при температурах до 25 °С мороза. Батарея топливных элементов, находящаяся в передней части автомобиля, вырабатывает энергию, используя водород из бака, расположенного перед задним мостом (газ хранится там под давлением 700 атмосфер). Это электричество и приводит в движение электродвигатель, а при необходимости также подзаряжает обычную литиево-ионную аккумуляторную батарею, — точнее, не совсем обычную, а высоковольтную, так меньше потери энергии. Силовой агрегат самостоятельно выбирает источник энергии, который лучше всего подходит к ситуации на дороге. Генерируемое им электричество также доступно и для пассажиров автомобиля. При помощи обычный сетевой розетки, присутствующей в концепт-каре, электроприборы могут работать при нормальном напряжении. При необходимости топливные элементы могут функционировать в качестве мобильной электростанции: их выходная мощность составляет 66 кВт.
Максимальная скорость F600 Hygenius составляет 170 км/ч.

### Боковые видеокамеры
В боковые зеркала концепт-кара встроена система видеокамер, контролирующая пространство сбоку и позади автомобиля. Когда какое либо механическое транспортное средство или велосипедист приближается сзади, система автоматически блокирует соответствующую дверь на короткое время с целью предотвратить столкновение в случае попытки её открытия. При этом воспроизводится звуковой сигнал, а на соответствующем зеркале появляется красный сигнал опасности.
Во время движения камеры контроля слепых зон следят за движением автомобилей по полосам и при попытке перестроения специальная система предупреждает водителя в том случае, если иное транспортное средство находится слишком близко к автомобилю. Изображение, представленное на 2-х цветных дисплеях высокого разрешения на приборной панели, отражаются при помощи двух зеркал и проецируются перед водителем на расстоянии 1.40 метра. Подобный подход повышает безопасности вождения транспортного средства благодаря отсутствию необходимости в перестроении взгляда с дороги на приборную панель. Научные исследования подтвердили тот факт, что при подобном подходе глаза водителя не испытывают постоянной расфокусировки и, следовательно, не утомляются так быстро, как в обычных автомобилях.

### Превентивная система PRE-SAFE®
В F600 Hygenius была произведена дальнейшая работа над улучшением система защиты водителя и пассажиров PRE-SAFE®, которую мир увидел в автомобилях S-класса, дебютировавших в 2002 году. В рамках исследовательской работы были разработаны система активной поддержки колен (англ. Active Knee Protection) переднего пассажира и автоматически продлеваемые боковые выступы-поддержки на подушках сидений, сдерживающие голову. Эти и другие особенности технологии PRE SAFE® активируются перед неминуемой аварией (по мнению автомобиля), чтобы подготовить пассажиров и сам автомобиль к удару. Кроме того в дело вступают ремни и подушки безопасности для максимальной защиты. Если авария предотвращается в последнюю минуту, обратимые системы PRE-SAFE® возвращаются к исходным настройкам.

### Светодиодные технологии
На концепт-кар инженеры компании установили высокопроизводительное LED-освещение с целью повышения видимости дорожной обстановки в темноте. Светодиоды разделены на три проекционных модуля, которые обеспечивают широкое и равномерное распределение света. Средний модуль активизируется в особых дорожных ситуациях и действует как дальний свет, система адаптивной подсветки или указатель поворота. Задние и тормозные фонари также выполнены с применением светодиодной технологии. В случае экстренного торможения задние стоп-сигнальные фонари начинают активно мигать, предупреждая водителей, следующих за автомобилем, об остановке транспортного средства.

## Технологические новшества
В рамках работы над концепт-каром были созданы или модернизированы следующие системы и технологии:
- Концепция интерьера и экстерьера для потребностей семей в больших городах
- «Активные» сидения — кресла с автоматической регулировкой под контуры тела и сложной системой поддержки позвоночника
- Концепция дверей багажника
- Компактные передние двери, открывающиеся под углом вверх
- Высокопроизводительные светодиодные фары
- Новые датчики рулевого управления, сцепления, тормозов, дверей, сидений и зеркал — запущено в производство в 2009 году с модели E-класс (W212)
- Видеокамеры для безопасной высадки пассажиров и перестроения на дороге
- Инновационная концепция управления при помощи виртуального дисплея
- Пересмотренная система COMAND
- Моргающие стоп-сигналы при экстренном торможении — запущено в производство в 2005 году с модели W221 S-класса

## В сувенирной и игровой индустрии
- Модель в масштабе 1:43 выпускается фирмой Spark[5]